# ボークコリン雷神
ボーク コリン雷神（ボーク コリンらいじん、BOURKE Colin Raijin、1984年10月15日 - ）は、ニュージーランド出身のラグビーユニオン指導者、元ラグビーユニオン選手。2018年に日本に帰化し日本国籍を取得した。

## プロフィール
- ニュージーランドタウランガ出身。
- ポジションはナンバーエイト(No.8)、スタンドオフ(SO)。
- 身長 190cm、体重 110kg
- ニックネームはバーキ。
- マオリ・オールブラックスに選ばれたことがある[2]。
- 7人制ニュージーランド代表、7人制日本代表に選ばれたことがある[3][4]。
- サモア代表のティム・ナナイ＝ウィリアムズは義弟（妹の夫）[5]。

## 略歴
ネイピアボーイズ高校、タラオアレ、ホークスベイ、タンガヌ、ベイ・オブ・プレイティ、ハイランダーズ、チーフスを経て、2012年、リコーブラックラムズ(現・リコーブラックラムズ東京)に加入。
2012年9月1日に行われたジャパンラグビートップリーグ第1節のパナソニック ワイルドナイツ戦に先発出場で日本での公式戦初出場を果たす。
2021年、東京五輪の7人制日本代表内定選手に選ばれた。
2022年、NTTドコモレッドハリケーンズ大阪（現・レッドハリケーンズ大阪）に加入。
2024年5月に現役を引退。レッドハリケーンズ大阪のアシスタントコーチに就任。

## テレビ出演
- Black LOVEz（2022年1月3日、TOKYO MX）[12]